# デイジュール
デイジュール (Dayjur) はアメリカ合衆国生産、イギリス調教の競走馬。
おもな勝ち鞍はスプリントカップ、 ナンソープステークス、アベイ・ド・ロンシャン賞など。世界的なスプリンターとして活躍し、 1990年のインターナショナル・クラシフィケーションで与えられた133ポンドの評価は、芝スプリント区分で現在に至るまで史上最高評価となっている。
同年のヨーロッパ年度代表馬（タイムフォーム誌）、イギリス年度代表馬。またブリティッシュ・チャンピオンズシリーズ名誉の殿堂にも入っている。
母は1982年エクリプス賞最優秀スプリンターのゴールドビューティー、半姉にアラバマステークス、モンマスオークスの優勝馬で、繁殖牝馬として日本へ輸出されたメイプルジンスキー、その娘にアメリカのニューヨーク牝馬三冠馬スカイビューティがいる。

## 戦績
父はスピード豊かな種牡馬として知られるダンジグ、母は前述の通りゴールドビューティー、その父はこれも非凡なスピードを産駒に伝える大種牡馬ミスタープロスペクターと、生粋の短距離の血で固められた血統の持ち主であった。
デビューはイギリスのニューベリー競馬場で迎え、初戦こそ快勝したものの以後は少々の苦戦を強いられた。続くリステッド競走を2着に敗れた後、3歳緒戦の競走では7ハロン（約1400メートル）の距離を使われて7着と大敗。しかしこの大敗がかえって距離適性を鮮明にする結果となり、以後は一貫して 1200メートル以下の競走に出走を続けた。続く一般戦の二走を1、2着とした後、重賞初挑戦となった距離5ハロン（約1000メートル）のG2テンプルステークスを快勝すると、以後はその素質が完全に開花し、続くG2キングズスタンドステークスも2馬身半差で快勝。G1初挑戦となったナンソープステークスでは2着に4馬身差を付け、従来のタイムを1秒縮めるレコードで圧勝。次走イギリスのチャンピオンスプリンター決定戦スプリントカップでは、デイジュールが軽い故障によって回避したジュライカップを制してやって来たロイヤルアカデミーに完勝、 フランスに渡って出走したアベイ・ド・ロンシャン賞も62kgの斤量を背負って勝利し、ヨーロッパのスプリント路線を完全に制圧した。

### シャドウジャンプ
その後デイジュールはこの年限りでの引退、生国アメリカでの種牡馬入りが決まり、現役最後のレースに同国のブリーダーズカップ・スプリントが選ばれた。ダートでの競馬は初めてであるにもかかわらず圧倒的な1番人気に推され、レースではその支持に応えるようにダートを全く問題にせず、逃げ粘りを図る牝馬セイフリーケプトを早々に捉えにかかった。しかし直線中ほどでコース上に伸びたスタンドの影に驚き、それを飛び越えるようにジャンプ。バランスを崩した鞍上のウィリー・カーソンは慌てて体勢を立て直し追走するも再びスタンドの影に驚いて再びジャンプ。わずかに失速した所でゴールとなり、クビ差で優勝を逃した。この出来事はブリーダーズカップ史上の珍事として語り草になると共に、デイジュールが語られる際に必ずついて回る逸話となった。
引退を勝利で飾ることはできなかったが、しかし年間を通して見せたスプリント戦線における高いパフォーマンスが評価され、デイジュールはこの年のヨーロッパ年度代表馬に選出され、さらに国際クラシフィケーションで全区分を通して最高評価となる133ポンドを与えられた。

## 競走成績
| 年月日 | 年月日 | 年月日 |                  | レース名             | 格 | 人気 | 着順 | 距離          | タイム  | 着差   | 騎手       | 斤量 | 勝ち馬/（2着馬）  |
| 1989   | 6.     | 15     | ニューベリー     | メイドンS            |    | 1    | 1着  | 芝6F（良）    | 1:15.5  | 2身    | W.カーソン | 57.2 | (Almaghrib)       |
|        | 7.     | 15     | ニューベリー     | ローズボウルS        | L  | 1    | 2着  | 芝6F（良）    |         | 1/2    | W.カーソン | 55.8 | Rushmore I        |
| 1990   | 4.     | 18     | ニューマーケット | ヨーロピアンフリーH  | L  | 1    | 7着  | 芝7F（良）    |         | 6身    | W.カーソン | 57.2 | Anshan            |
|        | 5.     | 1      | ノッティンガム   | ヘディングリーS      |    | 1    | 1着  | 芝6F（良）    | 1:10.6  | 2身    | W.カーソン | 57.2 | (Flower GIrl)     |
|        | 5.     | 18     | ニューベリー     | ヒューウィリアムスS  |    | 1    | 2着  | 芝6F（良）    |         | アタマ | W.カーソン | 55.8 | Tod               |
|        | 5.     | 28     | サンダウン       | テンプルS            | G2 | 4    | 1着  | 芝5F（良）    | 1:01.89 | 2身    | W.カーソン | 54.4 | (Tigani)          |
|        | 6.     | 22     | アスコット       | キングズスタンドS    | G2 | 3    | 1着  | 芝5F（稍）    | 1:01.96 | 2身1/2 | W.カーソン | 55.3 | （Ron's Victory） |
|        | 8.     | 23     | ヨーク           | ナンソープS          | G1 | 1    | 1着  | 芝5F（良）    | R 56.16 | 4身    | W.カーソン | 58.5 | (Statoblest)      |
|        | 9.     | 8      | ヘイドック       | スプリントC          | G1 | 1    | 1着  | 芝6F（良）    | 1:12.5  | 1身1/2 | W.カーソン | 59.9 | (Royal Academy)   |
|        | 10.    | 7      | ロンシャン       | アベイドロンシャン賞 | G1 | 1    | 1着  | 芝1000m（良） |         | 2身    | W.カーソン | 62   | (Lugana Beach)    |
|        | 10.    | 27     | ベルモントパーク | BCスプリント         | G1 | 1    | 2着  | ダ6F（良）    |         | クビ   | W.カーソン | 55.8 | Safely Kept       |

S=ステークス、H=ハンデキャップ

## 引退後
引退したデイジュールはケンタッキー州のシャドウェルファームで種牡馬生活に入ったが、ミドルパークステークスの優勝馬ハイールと数頭の重賞優勝馬を出している程度で、期待ほどの活躍は挙げられていない。日本にも産駒が輸入されており、重賞2勝のシンコウスプレンダがよく知られている。また Jump The Shadowと名付けられた馬もおり、同馬は9勝を挙げている。2013年9月25日に老衰のため安楽死の措置が執られた。

### 主な産駒
- In Conference （1992年産 ヒューマナディスタフハンデキャップ・米G3）
- With Fascination （1993年産 カボーグ賞・仏G3）
- シンコウスプレンダ （1994年産 京成杯オータムハンデキャップ、エルムステークス）
- Tipsy Creek （1994年産 テンプルステークス・英G2、ノーフォークステークス・英G3）
- Hayil （1995年産 ミドルパークステークス・英G1）
- New Advantage （1997年産 ゴールデンゲートダービー・米G3）
- Eyjur （2002年産 サンパウロ共和国大統領賞・伯G1）

### 母の父としての代表産駒
- ハッピースプリント （2011年産 全日本2歳優駿、北海道2歳優駿、サンライズカップ、東京ダービー、羽田盃、京浜盃）

## 血統
| デイジュールの血統ダンジグ系（ノーザンダンサー系） / Native Dancer4×4=12.50%、Nasrullah5×5=6.25% | デイジュールの血統ダンジグ系（ノーザンダンサー系） / Native Dancer4×4=12.50%、Nasrullah5×5=6.25% | デイジュールの血統ダンジグ系（ノーザンダンサー系） / Native Dancer4×4=12.50%、Nasrullah5×5=6.25% | （血統表の出典）  | （血統表の出典） |
| 父 Danzig 1977 鹿毛                                                                              | 父の父Northern Dancer 1961 鹿毛                                                                  | Nearctic                                                                                         | Nearco            | Nearco           |
| 父 Danzig 1977 鹿毛                                                                              | 父の父Northern Dancer 1961 鹿毛                                                                  | Nearctic                                                                                         | Lady Angela       |                  |
| 父 Danzig 1977 鹿毛                                                                              | 父の父Northern Dancer 1961 鹿毛                                                                  | Natalma                                                                                          | Native Dancer     | Native Dancer    |
| 父 Danzig 1977 鹿毛                                                                              | 父の父Northern Dancer 1961 鹿毛                                                                  | Natalma                                                                                          | Almahmoud         |                  |
| 父 Danzig 1977 鹿毛                                                                              | 父の母Pas de Nom 1968 黒鹿毛                                                                     | Admiral's Voyage                                                                                 | Crafty Admiral    | Crafty Admiral   |
| 父 Danzig 1977 鹿毛                                                                              | 父の母Pas de Nom 1968 黒鹿毛                                                                     | Admiral's Voyage                                                                                 | Olympia Lou       |                  |
| 父 Danzig 1977 鹿毛                                                                              | 父の母Pas de Nom 1968 黒鹿毛                                                                     | Petitioner                                                                                       | Petition          | Petition         |
| 父 Danzig 1977 鹿毛                                                                              | 父の母Pas de Nom 1968 黒鹿毛                                                                     | Petitioner                                                                                       | Steady Aim        |                  |
| 母 Gold Beauty 1979 鹿毛                                                                         | 母の父Mr. Prospector 1970 鹿毛                                                                   | Raise a Native                                                                                   | Native Dancer     | Native Dancer    |
| 母 Gold Beauty 1979 鹿毛                                                                         | 母の父Mr. Prospector 1970 鹿毛                                                                   | Raise a Native                                                                                   | Raise You         |                  |
| 母 Gold Beauty 1979 鹿毛                                                                         | 母の父Mr. Prospector 1970 鹿毛                                                                   | Gold Digger                                                                                      | Nashua            | Nashua           |
| 母 Gold Beauty 1979 鹿毛                                                                         | 母の父Mr. Prospector 1970 鹿毛                                                                   | Gold Digger                                                                                      | Sequence          |                  |
| 母 Gold Beauty 1979 鹿毛                                                                         | 母の母Stick to Beauty 1974 鹿毛                                                                  | Illustrious                                                                                      | Round Table       | Round Table      |
| 母 Gold Beauty 1979 鹿毛                                                                         | 母の母Stick to Beauty 1974 鹿毛                                                                  | Illustrious                                                                                      | Poster Girl       |                  |
| 母 Gold Beauty 1979 鹿毛                                                                         | 母の母Stick to Beauty 1974 鹿毛                                                                  | Hail to Beauty                                                                                   | Hail to Reason    | Hail to Reason   |
| 母 Gold Beauty 1979 鹿毛                                                                         | 母の母Stick to Beauty 1974 鹿毛                                                                  | Hail to Beauty                                                                                   | Lipstick F-No.1-g |                  |

### 主な近親
- Gold Beauty（母-フォールハイウェイトH・米G2、テストS・米G2、トゥルーノースH・米G3）
- メイプルジンスキー（半姉-アラバマS・米G1、モンマスオークス・米G1）
- The Prime Minister（叔父-グッドウッドH・米G2）
- Sky Beauty（姪-エイコーンS、CCAオークス、アラバマSなどG1競走9勝）
- Iron Mask (従弟-シンガポール航空クリスフライヤースプリント・星G1、アレンバーグ賞・仏G3)
- Pleasant Home（又姪-ブリーダーズカップ・ディスタフ・米G1、ベッドローゼスブリーダーズカップH・米G3）
- Country Hideaway（又姪-ファーストフライトH・米G2 2回、ベッドローゼスブリーダーズカップH・米G3、ヴァグランシーH・米G3）
- Tale Of Ekati（又甥-ウッドメモリアルS・米G1、フューチュリティS・米G2）
- Hurricane Cat（又甥-ホリスヒルS・英G3）